# Frieda Brepoels
Frederika Marie Joseph "Frieda" Brepoels (uitspraakⓘ) (Mopertingen, 7 mei 1955) is een Belgisch voormalig Vlaams-nationalistisch politica voor de N-VA. Ze was onder meer volksvertegenwoordiger, Limburgs gedeputeerde, Europees Parlementslid en burgemeester van Bilzen.

## Levensloop
Frieda Brepoels studeerde in 1978 af in de architectuur aan het Provinciaal Hoger Architectuur Instituut in Hasselt. Ze werkte van 1978 tot 1993 als zelfstandig architect.

### Politieke loopbaan
Bij de gemeenteraadsverkiezingen van oktober 1982 werd Brepoels op 27-jarige leeftijd door het plaatselijke Volksunie-boegbeeld Johan Sauwens aangezocht om te kandideren in haar woonplaats Bilzen. Van 1983 tot 1991 was ze er gemeenteraadslid en van 1983 tot 1988 schepen van Ruimtelijke Ordening. Van 1985 tot 1987 was ze tevens provincieraadslid van Limburg en nadien zetelde ze van 1987 tot 1991 voor het arrondissement Tongeren-Maaseik in de Kamer van volksvertegenwoordigers. In de periode februari 1988-november 1991 had Brepoels als gevolg van het toen bestaande dubbelmandaat ook zitting in de Vlaamse Raad. De Vlaamse Raad was vanaf 21 oktober 1980 de opvolger van de Cultuurraad voor de Nederlandse Cultuurgemeenschap, die op 7 december 1971 werd geïnstalleerd, en was de voorloper van het huidige Vlaams Parlement.
Na haar mandaat in de Kamer was Brepoels van 1991 tot 1999 provincieraadslid en gedeputeerde van Limburg. Als gedeputeerde was Brepoels van 1991 tot 1994 bevoegd voor Cultuur en Welzijn en van 1995 tot 1999 voor Milieu, Ruimtelijke Ordening en Onderwijs. Van 1999 tot 2003 zetelde ze opnieuw in de Kamer, waar ze van 2000 tot 2003 Volksunie-fractievoorzitter was. In 2003 stemde Brepoels tegen de invoering van het homohuwelijk in België.
Bij de splitsing van de Volksunie in 2001 was ze een van de voortrekkers van de groep Vlaams-Nationaal, waarna ze medeoprichter van de N-VA werd. Brepoels werd ondervoorzitter van deze partij en na het vertrek van partijvoorzitter Geert Bourgeois was ze van juli tot oktober 2004 samen met Bart De Wever waarnemend voorzitter van de partij. Brepoels bleef daarna nog tot 10 december 2006 ondervoorzitter van de N-VA. Ze legde deze functie neer na de beslissing van de partijraad van 9 december om het kartel met CD&V te herstellen na de eerdere breuk door de komst van Jean-Marie Dedecker. In maart 2008 werd ze in het vernieuwde partijbestuur van de N-VA verkozen als algemeen secretaris, een functie die ze tot maart 2011 uitoefende.

### Europees Parlementslid
In 2004 werd ze voor de N-VA lid van het Europees Parlement, in opvolging van Geert Bourgeois, die besloot om niet te zetelen. Ten tijde van het kartel met CD&V zetelde ze in het Europees Parlement voor de Europese Volkspartij (EVP). In juni 2009 verliet ze de EVP-fractie in het Europees Parlement en sloot ze zich aan bij de Europese Vrije Alliantie (EVA). Op 3 november 2009 kreeg Brepoels de MEP Award van het Parliament Magazine in de categorie Trade. Ze werd door haar collega's uitgekozen vanwege haar werk voor het bekomen van een Europees handelsverbod op zeehondenproducten. Als Europees Parlementslid focuste Brepoels zich vooral op milieudossiers. 
Ook was ze vanaf 2009 bestuurslid van de Global Council van Parliamentarians for Nuclear Non-proliferation and Disarmament (PNND) en vanaf 2006 bestuurslid van het Vlaams-Europees Verbindingsagentschap (VLEVA), wat ze bleef tot in 2015. Bovendien was ze van 2009 tot 2010 ondervoorzitter van de Europese Vrije Alliantie.

### Lokale politiek
In 1993 verhuisde Brepoels naar Hasselt, waar ze van 2006 tot 2011 in de gemeenteraad zetelde.
In 2011 keerde ze terug naar haar geboortestad Bilzen om er de lijst van de N-VA aan te voeren bij de gemeenteraadsverkiezingen van 2012. Haar partij N-VA haalde net als CD&V tien gemeenteraadszetels. N-VA vormde een coalitie met Open Vld en de lijst PRO-Bilzen (een samenwerking van sp.a, Groen en Democraten 13) die elk vijf gemeenteraadsleden hadden. Vanaf 1 januari 2013 was Brepoels zo de eerste vrouwelijke burgemeester van Bilzen.
Zoals ze tijdens de verkiezingscampagne beloofd had, nam ze begin 2013 ontslag uit het Europees Parlement om voltijds burgemeester te worden. Als Europees Parlementslid volgde Mark Demesmaeker haar op. Bij de federale verkiezingen van mei 2014 was ze opnieuw kandidaat-Kamerlid. Ze was lijstduwer voor de N-VA in de kieskring Limburg, maar werd vanop die plaats niet verkozen.
Bij de gemeenteraadsverkiezingen van oktober 2018 leed de N-VA een nederlaag in Bilzen. N-VA ging opnieuw in een coalitie met Beter Bilzen, de plaatselijke Open Vld-lijst, en Bilzen Bruist, het vroegere PRO-Bilzen, maar Brepoels moest de burgemeesterssjerp afstaan aan Open VLD-politicus Bruno Steegen. Vervolgens verliet ze de gemeentepolitiek van Bilzen. Johan Sauwens, lijsttrekker van Trots op Bilzen, vocht echter met succes de uitslag van de gemeenteraadsverkiezingen van oktober 2018 aan en vanwege onregelmatigheden bij de telling van de stemmen werden op 16 juni 2019 nieuwe gemeenteraadsverkiezingen uitgeschreven. Hierdoor werd Frieda Brepoels vanaf april 2019 tijdelijk opnieuw burgemeester van Bilzen, tot begin augustus 2019 het nieuwe gemeentebestuur werd geïnstalleerd. Bij de gemeenteraadsverkiezingen van 16 juni 2019 was Brepoels lijstduwer van de N-VA-lijst. Ze werd opnieuw verkozen tot gemeenteraadslid en besloot te zetelen, ondanks haar eerdere beslissing om uit de politiek te stappen. Ze bleef gemeenteraadslid tot in januari 2023 en stapte toen na een carrière van veertig jaar uit de actieve politiek.
Bij de lokale verkiezingen van oktober 2024 was ze toch opnieuw kandidaat, voor de Limburgse provincieraad, waarvoor ze effectief werd verkozen en waarin ze ging zetelen.

### Bestuursmandaten
Vanaf 2013 bekleedde Brepoels verschillende bestuursmandaten in intercommunales en bedrijven in handen van lokale overheden. Zo werd ze in februari van dat jaar bestuurder van de Vlaamse Landmaatschappij (tot maart 2015), in maart 2013 bestuurder van Infrax Limburg (later Fluvius Limburg; tot maart 2019), in mei 2013 bestuurder van klimaatbedrijf Nuhma (tot februari 2022) en bestuurder en lid van het directiecomité van het Limburgse afvalbedrijf Bionerga (tot maart 2022), in september 2013 lid van het raadgevend comité van verzekeraar Ethias (tot juni 2019) en in oktober 2013 bestuurder van nv De Scheepvaart. Tevens was ze van mei 2013 tot juni 2019 bestuurder en lid van het directiecomité van de Vereniging van Vlaamse Steden en Gemeenten (VVSG).
In februari 2015 volgde Brepoels Willy Claes als voorzitter van nv De Scheepvaart (later De Vlaamse Waterweg) op, een functie die ze bekleedde tot in februari 2022. Diezelfde maand werd ze tevens bestuurder van vervoermaatschappij De Lijn en de bijbehorende dochterondernemingen Lijncom en Lijninvest. Ook in 2015 werd ze bestuurder van Aquafin en Jobpunt Vlaanderen. In december 2016 volgde Frieda Gijbels haar als bestuurslid van De Lijn en de dochterondernemingen daarvan op. Haar mandaten bij Aquafin en Jobpunt Vlaanderen liepen op hetzelfde moment ten einde. In augustus 2017 werd ze tevens bestuurder van het intergemeentelijk samenwerkingsverband s-Lim, een dochteronderneming van Nuhma.
In 2019 liepen haar mandaten bij Fluvius, Fluvius Limburg, het adviescomité van Ethias en de VVSG ten einde. Ze werd wel bestuurder van Nuhma-dochterondernemingen Aspiravi, Aspiravi Holding, Aspiravi International, Aspirafi Offshore en Aspiravi Trading. Deze liepen in maart 2022 af. Verder was ze van 2019 tot 2022 bestuurder van Nuhma-dochteronderneming Z-Kracht en is ze sinds 2019 bestuurder van het ziekenhuis AZ Vesalius in Tongeren.
In oktober 2020 volgde Brepoels Rita Moors op als ondervoorzitter van de raad van bestuur van de LRM, de Limburgse Reconversiemaatschappij. Ook werd ze ondervoorzitter van de nv Mijnen, en zetelt ze in het directiecomité, het investeringscomité en de raad van bestuur van de Corda Campus en de raad van bestuur van het Pensioenfonds.
Op 24 januari 2022 werd ze voorzitter van de raad van bestuur van de VRT. In februari 2022 volgde Koen Anciaux haar als voorzitter van De Vlaamse Waterweg op.